# Rudakius
Genre
Rudakius est un genre d'araignées aranéomorphes de la famille des Salticidae.

## Distribution
Les espèces de ce genre se rencontrent en Asie et en Azerbaïdjan.

## Liste des espèces
Selon World Spider Catalog (version 20.5, 31/10/2019) :
- Rudakius afghanicus (Andreeva, Hęciak & Prószyński, 1984)
- Rudakius cinctus (O. Pickard-Cambridge, 1885)
- Rudakius ludhianaensis (Tikader, 1974)
- Rudakius maureri (Prószyński, 1992)
- Rudakius rudakii (Prószyński, 1992)
- Rudakius spasskyi (Andreeva, Hęciak & Prószyński, 1984)
- Rudakius wenshanensis (He & Hu, 1999)

## Publication originale
- Prószyński, 2016 : Delimitation and description of 19 new genera, a subgenus and a species of Salticidae (Araneae) of the world. Ecologica Montenegrina, vol. 7, p. 4-32 (texte intégral).